# Huelga feminista de 2018 en España

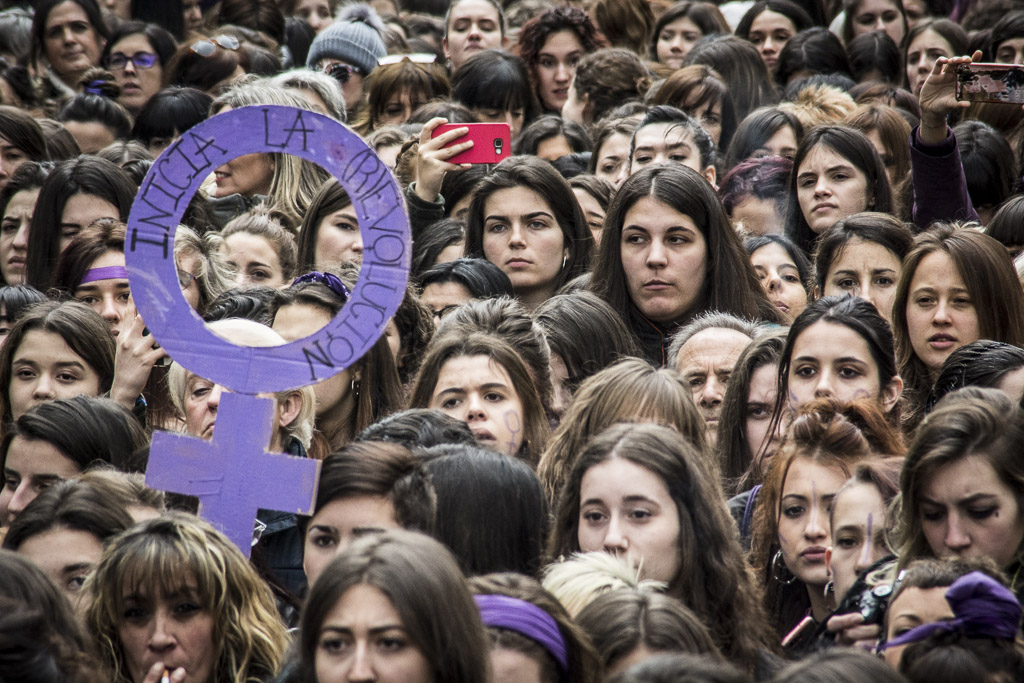
Huelga de las mujeres en Pamplona, el 8 de marzo de 2018.

El 8 de marzo de 2018, el Día Internacional de la Mujer Trabajadora, las mujeres españolas hicieron huelga durante todo el día para denunciar la discriminación sexual, la violencia machista y la diferencia salarial.

## Descripción
Las participantes, dirigidas por organizaciones feministas y sindicatos, no fueron a trabajar, siendo especialmente relevantes los paros en educación, y no se hicieron responsables de ningún trabajo doméstico ni cuidado de niños o mayores. Algunos grupos, además, pidieron una huelga de consumo. Los sindicatos estimaron que más de 5 millones de mujeres participaron en la huelga, con manifestaciones masivas por todas ciudades del país.
La acción formaba parte de Paro Internacional de Mujeres anual.
Como consecuencia de las diferentes protestas que hubo por toda España, en Cataluña fueron acusadas en 2018 y juzgadas en 2024 siete mujeres que habían cortado el tráfico y para las que la Fiscalía pidió tres años de prisión.